# Tatjana Šimić
Tatjana Šimić (Zagreb, 9 juni 1963), in het Nederlands veelal versimpeld tot Tatjana Simic, meestal kortweg Tatjana genoemd, is een Kroatisch-Nederlands model, zangeres en actrice.

## Levensloop
Šimić groeide op in haar geboortestad Zagreb en verhuisde in 1979 met haar familie naar Rotterdam.
Haar carrière als model begon toen zij een modellenwedstrijd van een Nederlands tijdschrift won. Šimić werd al snel een bekend gezicht, vooral door haar fotosessies voor Playboy. Ze poseerde maar liefst zestien keer in de Nederlandse editie en vier keer in de Duitse editie van het tijdschrift. In 1993 verscheen de film Tatjana Goes Miami, een achter de schermen-reportage die de glamourfotografie laat zien. Haar laatste verschijning in Playboy was in 2012, voor de kersteditie.
In 1994 lanceerde Šimić de eerste Tatjana Kalender. Vanwege het succes van de kalender kwam in 1995 een samenwerking met Bavaria: bij aanschaf van 36 flesjes Bavaria-bier kreeg de consument een Tatjana Kalender cadeau. In 1997 bereikte de nieuwste kalender een record oplage van meer dan 1 miljoen. Hierna stopte de samenwerking, wel bleef de kalender jaarlijks verschijnen tot en met 2003.
Šimić verwierf ook landelijke bekendheid door haar rol van dochter Kees in de filmcyclus Flodder, Flodder in Amerika! en Flodder 3 en in de televisieserie Flodder. De serie was een groot succes, maar werd na vijf seizoenen stopgezet na het plotselinge overlijden van Coen van Vrijberghe de Coningh, die de rol van Johnnie Flodder speelde. Simić speelde met hem op dat moment een Flodder-sketch op een besloten bedrijfsfeest voor een automerk in de First Floor Film Factory.  Een week na deze tragische gebeurtenis presenteerde Šimić haar biografie, geschreven door John Frijters en Peter de Jong.
In 2000 verscheen Superfit met Tatjana, een instructiefilm voor fitness, die een mix is van vechtsport en aerobics. Twee jaar later, in 2002, werd de documentaire Tatjana – My Own Story op dvd uitgebracht, waarin ze haar persoonlijke verhaal en carrière verder belichtte.
In 2005 waagde Šimić zich aan het RTL 4-programma Dancing with the Stars, waar ze als winnaar uit de bus kwam tijdens de Oudejaarsavond-special. In 2008 was ze een van de gasten in het BNN-programma Ranking the Stars, waarin ze in vier afleveringen haar mening gaf.
In 2006 bracht Šimić Tatjana's Studentenkookboek uit, een boek met recepten uit haar geboorteland Kroatië. 
Tussen 2009 en 2010 maakte Šimić deel uit van de vakjury van het Nationaal Songfestival, waar ze haar oordeel gaf over de Nederlandse inzendingen voor het Eurovisie Songfestival. In 2011 was ze de hoofdpersoon in het televisieprogramma Wie kiest Tatjana?, waarin ze op zoek ging naar haar ideale partner. Daarnaast was ze datzelfde jaar samen met Patty Brard en Patricia Paay te zien in het realityprogramma Diva's draaien door.
Van 2012 tot eind 2014 was Šimić het gezicht van sportschoolketen Basic-Fit.

### Zangcarrière
Tatjana Šimić was al vanaf jonge leeftijd geïnteresseerd in een zang- en danscarrière. Na enkele jaren zangles bracht ze in 1987 haar eerste single Baby love uit, een cover van The Supremes. Haar tweede single Chica cubana, een Italiaanse cover van Laurie, kwam in 1988 in de Nederlandse Top 40 en werd ook elders in Europa een succes. In 1992 nam ze het duet Can't Take My Eyes Off You op met Gerard Joling. 
Haar eerste album kwam uit in 1993 en bevatte de hit Feel Good. Haar bekendste nummer Santa Maria werd opgenomen en geproduceerd door Mike Stock en Matt Aitken van Stock Aitken Waterman en werd een internationale danshit. Het piekte op nummer 40 in de UK Singles Chart in september 1996.
Voor de Tatjana Kalender 1997 lanceerde Bavaria een grootschalige radio- en tv-campagne, waarin de single Calendar Girl centraal stond. Deze hit werd strategisch ingezet om de kalender en de bijbehorende merkbeleving extra kracht bij te zetten, waardoor de campagne een breed publiek wist te bereiken.
Een volledig album geproduceerd door Stock & Aitken's eigen producers Dave Ford, Julian Gingell en Peter Day genaamd New Look, werd uitgebracht in Japan en Nederland. Het omvatte de singles Santa Maria, Calendar Girl en de nieuwe singles First Time en Sweet Sweet Smile.
Sindsdien heeft ze een aantal dance-singles uitgebracht, waaronder Baila Baila.
Haar laatste singles zijn de Nederlandstalige Ik laat je gaan (2007) en Ga nu maar (2010). De eerst genoemde single is een cover van het nummer Blago onom tko te ima van de Kroaat Tony Cetinski.

## Filmografie
- Flodder (1986) - Kees Flodder
- Im Schatten der Angst (televisiefilm, 1988) - Sonja
- Starke Zeiten (1988) - Verpleegster Hanna
- My Blue Heaven (1990) - Suzy
- Zlatne godine (1992) - Tv-journaliste
- Flodder in Amerika! (1992) - Kees Flodder
- Tatjana goes Miami (1993) - zichzelf
- Hoeksteen & Groenstrook (1993) - enquetrice
- Flodder 3 (1995) - Kees Flodder
- Flodder - Kees Flodder (62 afl., 1993-1999) (Laatste aflevering opgenomen in 1997)
- Tweede Ster van links (2001) - Babs de Hamster (Stem)

## Discografie

### Albums
| Album met eventuele hitnotering(en) in de Nederlandse Album Top 100 | Datum van verschijnen | Datum van binnenkomst | Hoogste positie | Aantal weken | Opmerkingen |
| ------------------------------------------------------------------- | --------------------- | --------------------- | --------------- | ------------ | ----------- |
| New look                                                            |                       | 22-03-1997            | 67              | 7            |             |

### Singles
| Single met eventuele hitnotering(en) in de Nederlandse Top 40 | Datum van verschijnen | Datum van binnenkomst | Hoogste positie | Aantal weken | Opmerkingen       |
| ------------------------------------------------------------- | --------------------- | --------------------- | --------------- | ------------ | ----------------- |
| Baby love                                                     | 1987                  |                       | -               | -            |                   |
| Chica cubana                                                  |                       | 18-06-1988            | 11              | 9            |                   |
| Awaka boy                                                     |                       | 17-12-1988            | 37              | 3            |                   |
| Can't take my eyes off you                                    |                       | 08-08-1992            | 6               | 9            | met Gerard Joling |
| Feel good                                                     |                       | 24-07-1993            | 25              | 6            |                   |
| Santa Maria                                                   |                       | 05-08-1995            | 33              | 3            |                   |
| Calendar girl                                                 |                       | 07-12-1996            | tip8            | -            |                   |
| The first time                                                |                       | 15-03-1997            | tip4            | -            |                   |
| Baila baila                                                   |                       | 15-07-2000            | tip4            | -            |                   |
| Ik laat je gaan                                               | 2007                  | 08-03-2008            | 38              | 2            |                   |

### Dvd's
| Muziek-dvd met eventuele hitnotering(en) in de Nederlandse Muziek Dvd Top 30 | Datum van verschijnen | Datum van binnenkomst | Hoogste positie | Aantal weken | Opmerkingen |
| ---------------------------------------------------------------------------- | --------------------- | --------------------- | --------------- | ------------ | ----------- |
| Superfit met Tatjana                                                         | 2000                  | 26-02-2000            | 2               | 7            |             |

## Voetnoten
1. ↑  Laatste Playboy-shoot voor Tatjana Simic, NU.nl, 22 oktober 2012
2. ↑  https://leiden.courant.nu/issue/LD/1996-11-21/edition/0/page/9?query=tatjana%20kalender&period=1996&sort=relevance
3. ↑  Coen van Vrijberghe de Coningh, acteur, plotseling overleden De Volkskrant, 17 november 1997
4. ↑  https://www.youtube.com/watch?v=rlzHiQnYZrs
5. ↑  https://dutchcharts.nl/showitem.asp?interpret=Tatjana&titel=Superfit+met+Tatjana+%5BDVD%5D&cat=a
6. ↑  https://allesoverfilm.nl/recensies/669/tatjana-my-own-story/dvd/
7. ↑  Basic-Fit zet Tatjana Simic aan de kant RTL Boulevard, 2 januari 2015
8. ↑  https://www.delpher.nl/nl/kranten/view?query=tatjana+Chica+cubana&coll=ddd&identifier=ddd:010611774:mpeg21:a0153&resultsidentifier=ddd:010611774:mpeg21:a0153&rowid=1

- Biblioteca Nacional de España: XX1592515
- Gemeinsame Normdatei: 134660676
- International Standard Name Identifier: 0000 0000 9824 9648
- Library of Congress Control Number: no2009197496
- MusicBrainz: c0f52390-c231-4027-a2d0-86ab5bdc1d26
- Nederlandse Thesaurus van Auteursnamen: 104039388
- Virtual International Authority File: 87319398
- WorldCat: E39PBJvMDvCgR8PPRHgqx9Gyh3